# ویتوریو تراکوتسی
ویتوریو تراکوتسی (ایتالیایی: Vittorio Tracuzzi; ۲ ژانویهٔ ۱۹۲۳ – ۲۱ اکتبر ۱۹۸۶) بازیکن بسکتبال اهل ایتالیا بود. وی در بازی‌های المپیک تابستانی ۱۹۴۸ شرکت کرده‌است.